# Peñón de la Cueva
El peñón de la Cueva es un abrigo con representaciones rupestres localizado en el término municipal de Los Barrios, provincia de Cádiz (España). Pertenece al conjunto de yacimientos rupestres denominado Arte sureño, muy relacionado con el arte rupestre del arco mediterráneo de la península ibérica. 
Esta cueva fue descubierta por el arqueólogo francés Henri Breuil en 1929 y publicada por primera vez en su obra Rock paintings of Southern Andalusia. A Description of a neolithic and copper age Art Group.. 
Se encuentra situada en la Sierra del Niño, dentro de la Finca del Corchadillo. La gran roca en la que se encuentra el abrigo es de difícil acceso. Posee dos cavidades comunicadas entre sí con multitud de signos esquemáticos muy degradados y de difícil interpretación. Entre ellos se encuentran varias figuras escaleriformes, ramiformes y cruciformes y alguna representación antropomorfa.